# Kosovo ai Giochi della XXXIII Olimpiade
Il Kosovo ha partecipato ai Giochi della XXXIII Olimpiade, svoltisi a Parigi dal 26 luglio all'11 agosto 2024, con una delegazione di 9 atleti, 2 uomini e 7 donne, in 4 discipline.
I portabandiera alla cerimonia di apertura sono stati Nora Gjakova e Akil Gjakova.

## Medagliere

### Per disciplina
| Sport  | Oro | Argento | Bronzo | Totale |
| ------ | --- | ------- | ------ | ------ |
| Judo   | 0   | 1       | 1      | 2      |
| Totale | 0   | 1       | 1      | 2      |

### Medaglie
| Medaglia | Nome             | Sport | Evento           |
| -------- | ---------------- | ----- | ---------------- |
| Argento  | Distria Krasniqi | Judo  | -52 kg femminile |
| Bronzo   | Laura Fazliu     | Judo  | -63 kg femminile |

## Delegazione
| Sport            | Uomini | Donne | Totale |
| ---------------- | ------ | ----- | ------ |
| Atletica leggera | 1      | 1     | 2      |
| Judo             | 1      | 4     | 5      |
| Nuoto            | 1      | 1     | 2      |
| Pugilato         | 0      | 1     | 1      |
| Totale           | 2      | 7     | 9      |